# 深椎龍屬
深椎龍屬（學名：Bathyspondylus）是蛇頸龍目的一屬，生存於侏儸紀晚期（啟莫里階）的英格蘭威爾特郡的斯溫頓。深椎龍的化石是在1774年發現，在1982年命名。深椎龍的化石只有脊椎，因此古生物學家無法確定深椎龍的歸類。。

## 詞源
模式種是斯溫頓深椎龍（B. swindoniensis），屬名在希臘文意為「深的脊椎」；種名則是以化石發現地為名，威爾特郡的斯溫頓。

## 敘述
深椎龍的椎體的前後長度短，因此上下長度相對較長。脊椎的前後面平坦、或有凹處。正模標本是在1774年發現，似乎同時有上龍亞目、蛇頸龍亞目的特徵，因此無法確定其歸類。

## 外部連結
- https://web.archive.org/web/20071210085607/http://www.plesiosaur.com/database/genusIndividual.php?i=65
- https://web.archive.org/web/20080918220040/http://www.dinosauria.com/dml/names/ples.html